# امیلیو د بونو
امیلیو د بونو (انگلیسی: Emilio De Bono؛ ۱۹ مارس ۱۸۶۶ – ۱۱ ژانویهٔ ۱۹۴۴) ژنرال، فعال فاشیست، مارشال و عضو شورای بزرگ فاشیسم اهل ایتالیا بود. امیلیو د بونو در ۱۱ ژانویه ۱۹۴۴ پس از محاکمه به همراه ۴ نفر دیگر به جرم خیانت در سن ۷۷ سالگی اعدام شد.